# Одер
Одра или Одер (на немски: Oder, на полски и чешки: Odra, на старолатински език: Viadua, Viadrus, на средновековно латински език: Odera, Oddera) е голяма река в Централна Европа, една от главните водни артерии в региона, протичаща по територията на Чехия (краища Оломоуцки и Моравско-Силезки), Полша (войводства Силезко, Ополско, Долносилезко, Великополско, Любушко и Западнопоморско) и Германия (провинция Бранденбург), вливаща се в Балтийско море. Общата ѝ дължина е 866 km (в Чехия – 112 km, в Полша – 754 km, в т.ч. 187 km по границата с Германия), а площта на водосборния ѝ басейн – 118 890 km².

## Географска характеристика

### Извор, течение, устие
Река Одер води началото си под името Одра на 635 m н.в. от северното подножие на планината Одерски Върхи (част от планинската система на Судетите), в югоизточната част на Оломоуцки край на Чехия, на 16 km източно от град Оломоуц. През първите 112 km Одра тече в Чехия през нископланински и хълмисти местности в сравнително тясна, но предимно плитка долина, главно в североизточна посока. След устието на десния си приток Олше навлиза на полска територия като завива на север. При град Ополе Одра излиза от хълмистите и нископланински райони и до устието си тече през източната част Северногерманската равнина в средното течение на северозапад, а в долното на север, като в този участък на протежение от 187 km е гранична река между Полша на изток и Германия на запад, където носи името Одер. През равнината Одра тече в широка (от 2 – 3 km до 10 – 20 km) терасирана долина, разположена по дъното на древна ледникова долина. След устието на левия си приток Ниса Лужицка Одра (Одер) става широка (над 200 m) пълноводна река, оградена от високи водозащитни диги, предпадващи околните земи от наводнения по време на пълноводие. На 84 km от устието си се разделя на два ръкава (западния се използва за корабоплаване), които при град Шчечин се вливат в езерото Домбе, което от своя страна при град Полице се оттича в Шчечинския залив на Балтийско море.

### Водосборен басейн, притоци
Водосборният басейн на Одра (Одер) обхваща площ от 118 890 km², който се простира на територията на: Германия (5587 km², 4,7%), Чехия (7217 km², 6,07%) и Полша (106 056 km², 89,21%). Речната ѝ мрежа е едностранно развита с повече, по-дълги и по-пълноводни десни притоци. На северозапад, североизток и изток водосборният басейн на Одра (Одер) граничи с водосборните басейни на Висла, Парсента, Рега, Икер и други по-малки реки, вливащи се в Балтийско море, на юг – с водосборния басейн на река Дунав (от басейна на Черно море), а на югозапад и запад – с водосборния басейн на река Елба (Лаба, от басейна на Северно море).
Одра (Одер) получава множество притоци, като 21 от тях са с дължина над 50 km, в т.ч. 8 притока над 100 km, от които 3 притока над 200 km. По-долу са изброени всичките тези 21 притока като е показано за всеки от тях дали е ляв (→) или (←) десен приток, дължината и площта на водосборния басейн.
- ← Остравице – 65 / 827
- → Опава – 131 / 2 089
- ← Олше – 99 / 1 118
- → Псина – 53 / ?
- → Особлога – 66 / 993
- ← Мала Панев – 132 / 2 132
- → Ниса Клодзка – 195 / 4 565
- → Олава – 92 / 1 167
- ← Видава – 103 / 1 700
- → Бистрица – 95 / 1 768
- → Сльонза – 79 / 972
- → Качава – 98 / 2 500
- ← Барич – 133 / 5 526
- → Бубър – 272 / 5 876
- → Ниса Лужицка – 254 / 4 297
- ← Плишка – 56 / ?
- ← Варта – 808 / 54 529
- ← Мисля – 96 / 1 334
- → Велзе – 66 / 318
- ← Ина – 128 / 2 131

### Хидроложки показатели
Одра (Одер) има смесено снежно-дъждовно подхранване с повишено пролетно пълноводие в резултат от снеготопенето и слабо изразено лятно маловодие, по време на което характерно явление са епизодичните прииждания на реката в резултат от поройни дъждове във водосборния ѝ басейн, но като цяло речният отток на реката е с малки сезонни амплитуди. Средният годишен отток близо до устието е 480 m³/s, максималният – над 3000 m³/s. Колебанието на речното ниво е от 6 – 7 m в горното и 4 – 5 m в средното течение. Големи наводнения са отбелязани през 1854, 1930, 1938, 1947, 1997, 2010 г. В студени зими замръзва за кратко.

## Стопанско значение, селища
Одра (Одер) е плавателна за плиткогазещи речни съдове на 780 km, до устието на река Опава (при чешкия град Острава), а за по-дълбоко газещи речни съдове – до полския град Козле (южно от Ополе), като в отделни участъци реката е канализирана и шлюзована. Чрез система от плавателни канали се съединява с реките Висла („Сливицки канал“, „Бидгощки канал“) и Елба – каналите „Одер-Шпрее“ и „Одер-Хафел“. Има огромно икономическо значение за Полша и Германия. В горното ѝ течение се намира Остравско-Карвинският въгледобивен басейн, а по-надолу е Шльонският въглищен басейн. По нея се превозват въглища, желязна руда, зърнени храни и др.
Долината на реката е гъсто заселена, като най-големите селища са градовете:
- Чехия – Острава, Бохумин;
- Полша – Рачибуж, Ополе, Бжег, Вроцлав, Глогов, Нова Сул, Слубице, Костшин над Одрон, Шчечин, Полице
- Германия – Айзенхютенщат, Франкфурт на Одер, Швет, Харц.[1]